# Pit (Kid Icarus)
Pour les articles homonymes, voir Pit.
Pit (ピット, Pitto) est un personnage de jeu vidéo et le protagoniste de la série Kid Icarus, apparaissant pour la première fois dans Kid Icarus pour la Nintendo Entertainment System en 1986 et apparaîtra plus tard dans Kid Icarus: Of Myths and Monsters pour la Game Boy en 1991. Pit est le protagoniste du jeu vidéo de 2012 Kid Icarus: Uprising, dirigé par Masahiro Sakurai ayant affirmé que Pit serait comme un nouveau personnage pour Uprising, ayant de nouvelles armes et capacités.
Pit est apparu dans différents médias, ainsi qu'il a fait diverses apparitions dans de nombreux jeux de Nintendo. Il est apparu en tant que l'un des combattants jouables de Super Smash Bros. Brawl et dans ses suites Super Smash Bros. for Nintendo 3DS / for Wii U et Super Smash Bros. Ultimate. Il est aussi l'un des personnages récurrents de la série animée Captain N: The Game Master, bien qu'il fût connu sous le nom de Kid Icarus. Depuis son introduction, le personnage de Pit a généralement toujours bien été reçu par les critiques de jeux vidéo.

## Caractéristiques
On dit qu'il est aussi fort que Achille.
Son personnage prend des éléments des trois plus grosses franchises de Nintendo; il peut sauter comme Mario, utiliser des objets à capacité d'amélioration comme Link, ainsi que tirer sur ses adversaires comme Samus. Lucas M. Thomas d'IGN, dans un article à propos de Pit, a commenté que l'inspiration de Pit dans la mythologie grecque était plus proéminente que celle de la série God of War de Sony et que Pit serait une combinaison entre Éros et Icare. Thomas a noté le discours de Pit, déclarant que cela pourrait devenir une différence distinctive entre lui et d'autres personnages de Nintendo comme Link. Thomas a également déclaré que l'arc et les ailes de Pit étaient ses caractéristiques les plus emblématiques. La série contient de nombreuses références à Icare, Éros, et l'équivalent Romain d'Éros, Cupidon incluant la monnaie dépeinte comme "cœurs", les motifs de cœur avant utilisés dans la caractérisation de Pit, ainsi que son nom japonais, "Pitto" (ピット) en référence au katakana japonais de Cupidon (キューピット "Kyūpitto"). En plus d'Éros et Icare, Pit partage plusieurs caractéristiques avec Persée, le héros envoyé par Athéna (sur qui Palutena est censée être basée) pour tuer Méduse.
Le design de Pit a considérablement été changé depuis de son inclusion dans Super Smash Bros. Brawl, qui a également été retenu pour Kid Icarus: Uprising. Dans le cadre de sa nouvelle conception, Pit apparaît âgé aux alentours des 13 ans et mesure 1,60cm.
Les armes emblématiques de Pit sont une flèche et un arc. Initialement innommé dans Kid Icarus, l'arc s'est vu doté d'une conception révisée, un nom et une origine afin de coïncider avec l'inclusion de Pit en tant que personnage jouable dans Super Smash Bros. Brawl. Dans Brawl, l'arme était connue sous le nom "Arc de Pit" (パルテナの神弓, Parutena no Kamiyumi) et a été déclaré comme étant avoir été découvert par Pit dans le Monde Souterrain et d'être capable de tirer des "flèches de lumières". Palutena donna l'arc à Pit afin qu'il puisse vaincre Medusa (メデューサ, Medyūsa), la Déesse des Ténèbres (闇の女神, Yami no Megami),. En dehors de fonctionner comme un arc, il peut être diviser en deux petites épées que Pit tient dans chacune de ses mains,.
Cependant, dans les jeux Super Smash Bros les critères peuvent parfois être légèrement changés par rapport à la série initiale, le nom de l'arc et son origine ont été changées dans Kid Icarus: Uprising. Dans Uprising, il conserve le design de Brawl, mais est connu sous le nom d'"Arc de Palutena" et se révèle avoir été conçu par son homonyme, la Déesse de la Lumière Palutena. Mis à part l'Arc de Palutena, Pit peut utiliser divers autres arcs, ainsi que de nouveaux types d'armes qui fournissent des effets très différents.

## Apparitions
- Kid Icarus
- Kid Icarus: Of Myths and Monsters
- Super Smash Bros. Brawl
- Kid Icarus: Uprising
- Super Smash Bros. for Nintendo 3DS /  for Wii U
- Super Smash Bros. Ultimate